# Władimir Megre
Władimir Nikołajewicz Megre (ur. 23 lipca 1950) – rosyjski pisarz, a dawniej również przedsiębiorca, autor książek z serii „Dzwoniące cedry Rosji”.

## Życiorys
Od 1974 roku mieszkał w Nowosybirsku, gdzie założył zakład fotograficzny. Na początku lat 90. Megre zajmował się organizacją ekspedycji handlowych po rzece Ob, mających na celu m.in. zaopatrywanie mieszkańców nadrzecznych miejscowości w niezbędne towary. Tam, w syberyjskiej tajdze, spotkał pustelnicę o imieniu Anastazja, której wiedza zainspirowała go do napisania 10 książek (9 z nich zostało wydanych w języku polskim) tworzących serię „Dzwoniące cedry Rosji”, które w Rosji stały się bestsellerem.
W 1999 roku Władimir Megre założył „Władimirski fundusz kultury i poparcia twórczości «Anastazja»”, oraz założył stronę internetową «anastasia.ru».

## Ruch w Rosji
Wielu czytelników książek z serii „Dzwoniące cedry Rosji” przyłącza się do ruchu społecznego o tej samej nazwie, którego celem jest ułatwienia zakładania tzw. „rodowych posiadłości” i wiosek ekologicznych.